# Stefan Ingves
Stefan Nils Magnus Ingves (né le 23 mai 1953 à Turku) est un banquier, économiste et fonctionnaire suédois, assumant actuellement les fonctions de gouverneur de la Sveriges Riksbank, la banque centrale suédoise.

## Jeunesse
Ingves est d’origine finlandaise suédophone.
Il obtient un doctorat en économie en 1984 à l’Ecole d’économie de Stockholm.

## Carrière
Ingves devient gouverneur de la Banque de Suède en 2006. Lors de la crise financière islandaise, en 2008, il soutient que « dans ces temps d’incertitude et de tourmente, il en va de la responsabilité des banques centrales de coopérer ». Il affronte ensuite « la tâche de sauvegarder la macro-économie et la stabilité financière » en 2008  et en 2009, il annonce la baisse des taux d’intérêt officiels suédois à un minimum historique sans précédent depuis 1907.
De juillet 2011 à mars 2019, Ingves est Président du Comité de Bâle.

## Œuvres choisies
OCLC/WorldCat comptent plus de 40 écrits dans plus de 50 publications dans trois langages, ainsi que 150 entrées bibliographiques de et au sujet de Stefan Ingves.
- Den oreglerade kreditmarknaden : en expertrapport från 1980 års kreditpolitiska utredning (1981)
- Aspects of Trade Credit (1984)
- The Nordic Banking Crisis from an International Perspective (2002)
- Issues in the Establishment of Asset Management Companies (2004)
- Lessons Learned from Previous Banking Crises: Sweden, Japan, Spain, and Mexico (2009)
- Central Bank Management (2009)